# Provinzial-Blätter (Poznań)
Provinzial-Blätter – poznański miesięcznik niemieckojęzyczny wychodzący w latach 1846–1847.
Provinzial-Blätter wydawany był przez Eensta Günthera z Leszna przez okres dwunastu miesięcy. Czasopismo o programie liberalnym miało jednolity charakter, reprezentując interesy ukochanej prowincji. Starało się unikać uprzedzeń narodowościowych. Adresowane było do wszystkich stanów i towarzystw, tak aby wiedza i ogólne dążenie do rozwoju nie były izolowane przez język i narodowości. Z uwagi na to, że Wielkie Księstwo Poznańskie zamieszkiwane było zarówno przez Polaków, jak i Niemców, zamieszczano teksty o zróżnicowanym charakterze, w tym o historii Polski, obyczajowości polskiej, a także biogramy polskich magnatów i postaci historycznych. W tym kontekście adresatami pisma byli też Polacy znający język niemiecki, o czym świadczy umieszczanie polskich tłumaczeń mniej znanych słów niemieckich. Pismo upadło z uwagi na zbyt małe poparcie ze strony niemieckich mieszkańców prowincji. 